# 466
466 (CDLXVI) fue un año común comenzado en sábado del calendario juliano, en vigor en aquella fecha.
En el Imperio romano, el año fue nombrado el del consulado de León y Tatiano, o menos comúnmente, como el 1219 Ab urbe condita, adquiriendo su denominación como 466 a principios de la Edad Media, al establecerse el anno Domini.

## Acontecimientos
- Eurico es proclamado rey de los visigodos.
- El Imperio bizantino rechaza un ataque huno.
- Los anglosajones vencen a los britanos en la Batalla de Wippedesfleot.

## Nacimientos
- Clodoveo I.

## Fallecimientos
- Teodorico II, rey visigodo.